# 6기 MBC 제왕전
6기 MBC 제왕전은 문화방송이 주최하고 TV 속기전이 참가한 국내 TV속기 바둑 기전이다. 결승에서는 서봉수 九단이 조훈현 九단을 2대 0로 꺾고 통산 2회 우승을 차지했다.

## 대국 결과
| 대진                    | 연도   | 대국일자 | 승자                   | 패자                   | 결과              | 기보 |
| ----------------------- | ------ | -------- | ---------------------- | ---------------------- | ----------------- | ---- |
| 예선                    | 1987년 | 4월 27일 | 강훈(大) 六단          | 천풍조六단             | 162수 백 불계승   |      |
| 예선                    | 1987년 | 4월 27일 | (故)장두진 六단        | (故)김수영(男) 六단    | 303수 흑 불계승   |      |
| 결선1국 크로스 토너먼트 | 1988년 | 3월 28일 | 조훈현 九단 (동군 1위) | 오규철 二단 (서군 2위) | 247수 흑 10집반승 |      |
| 결선2국 크로스 토너먼트 | 1988년 | 3월 28일 | 서봉수 九단 (서군 1위) | 김좌기 五단 (동군 2위) | 266수 백 4집반승  |      |
| 결승 1국                | 1988년 | 4월 11일 | 서봉수 九단            | 조훈현 九단            | 276수 백 6집반승  |      |
| 결승 2국                | 1988년 | 4월 23일 | 서봉수 九단            | 조훈현 九단            | 247수 흑 10집반승 |      |
| 결승 3국                | 1988년 | 4월 23일 |                        |                        |                   |      |

## 특이 사항
서봉수 九단 통산 2회 우승